# トヨテック
株式会社トヨテック（英語: TOYOTEC Co., Ltd.）は、愛知県豊川市西豊町2-35に本社を置く光学機器メーカー。工学（オプト）、精密機械（メカ）、電子技術（エレクトロニクス）の3点の専門技術を柱とするオプトメカトロニクスの総合メーカーである。
「愛知ブランド企業」、「新グローバルニッチトップ企業100選」。本社社屋は1928年（昭和3年）に豊川電話中継所本屋として竣工した近代建築であり、「トヨテック本社社屋（旧豊川電話中継所本屋）」として登録有形文化財に登録されている。

## 歴史

### 前史
小野武喜は長野県上伊那郡辰野町で農業・林業・製材所などを営んでいた。1944年（昭和19年）、小野武喜は辰野町に大和光学工業株式会社を設立した。太平洋戦争中、国策会社の日本光学工業（後のニコン）は長野県諏訪地域に光学兵器の工場を有しており、その分工場に近い性格を有していた。大和光学工業は大日本帝国陸軍を主要な取引先とする光学機械用レンズメーカーだった。大和光学工業が東洋精機工業の前身企業とされる。

### 東洋精機工業
戦後の大和光学工業はミノルタ（現在のコニカミノルタ）の仕事も受けるようになったが、ミノルタが愛知県豊川市の豊川海軍工廠光学部跡地を買収して豊川工場を設立したことから、1960年（昭和35年）11月には大和光学工業の分工場に近い性格を有する東洋精機工業株式会社が設立された。ミノルタの進出を機に豊川市周辺には光学系企業が集まり、東三河地方は光学産業の集積地となった。
東洋精機工業を設立した小野光男がトヨテックの創業者とされる。小野光男など小野家の人間は辰野町と豊川市を行き来しながら生活していたが、後に辰野町の工場は閉鎖している。1967年（昭和42年）12月にはカメラ用レンズの専門工場として愛知レンズ工業株式会社が設立された。
その後はミノルタだけでなく様々なカメラメーカーに部品を納入した。1970年（昭和45年）には東洋電子工業株式会社を分社化し、東洋精機工業の電子機器部門を移管した。また、新城精工株式会社を分社化し、東洋精機工業の精密小物金属プレス加工部門を移管した。同年11月にはグループ化を意図してトーヨーサークルが結成された。1974年（昭和49年）4月、東洋精機工業の光学機器部門を愛知レンズ工業に移管し、愛知レンズ工業は東洋光学工業株式会社に改称した。

### トヨテック
豊川市西豊町の豊川電話中継所は1952年（昭和27年）4月に中継所としての役目を終え、1964年（昭和39年）7月には日本電信電話公社から豊川商工会議所に譲渡されて豊川商工会館に転用された。豊川商工会議所が移転して建物が取り壊されそうになった際、1985年（昭和60年）に小野光男が旧豊川電話中継所本屋を購入してトーヨーサークルの本部を移転させた。小野光男は豊川商工会議所の会頭も務めた人物である。
1987年（昭和62年）11月、東洋精機工業が株式会社トヨテックに改称し、新たに精密切削部品の生産会社として東洋精機工業が設立された。社名の「トヨ」は「東洋」に、「テック」は「テクノロジー」（技術）に由来する。2000年（平成12年）8月にはISO 9001認証を取得し、2004年（平成16年）4月にはISO 14001認証を取得した。2005年（平成17年）11月、トヨテック、株式会社オミクロン、株式会社ジュコーなど4社が合併した。2006年（平成18年）1月には愛知県によって「愛知ブランド企業」に認定された。
2014年（平成26年）には経済産業省によって「がんばる中小企業300選」に選定された。2016年（平成28年）には社長の小野喜明が豊川商工会議所会頭に就任し、2019年（令和元年）には会頭に再選、2022年（令和4年）には会頭に3選された。小野喜明は豊川商工会議所会頭として三遠南信サミットなどにも出席している。
2018年（平成30年）には経済産業省によって「地域未来牽引企業」に認定された。2020年（令和2年）7月、経済産業省によって「新グローバルニッチトップ企業100選」に選出された。
2021年（令和3年）1月、トヨテックが有する専門技術の情報を提供するウェブサイト「光学設計技術ナビ」を開設した。

## トヨテック本社社屋
トヨテック本社社屋は1928年（昭和3年）に豊川電話中継所本屋として竣工した逓信建築である。「トヨテック本社社屋（旧豊川電話中継所本屋）」及び「トヨテック本社倉庫（旧豊川電話中継所倉庫）」が登録有形文化財に登録されている。

### 歴史
1922年（大正11年）には東京～岡山間で市外電話電話線のケーブル化が着手された。1923年（大正12年）9月1日に関東大震災が起こったことで、名古屋～大阪間が先行して敷設され、1924年（大正13年）12月には初の中継所建屋として亀山電話中継所が竣工した。
1926年（大正15年）11月には足柄電話中継所も稼働開始し、1927年（昭和2年）7月には豊川電話中継所も稼働を開始した。建物は1926年（大正15年）暮れに完成したとされる。1927年（昭和2年）には東京～神戸間で装荷長距離ケーブルを用いた市外電話が完全開通し、横浜、足柄、江尻、見附、豊川、名古屋、亀山、膳所、大阪の9か所に電話中継所が設置された。
戦後の技術革新で電話中継所が不要となったことで、1952年（昭和27年）4月には豊川電話中継所が廃止された。1964年（昭和39年）7月には豊川商工会議所が建物と土地を電電公社から買収し、事務所を増改築した上で建物が豊川商工会館に転用された。1985年（昭和60年）、トヨテックが豊川市から建物を購入し、修復工事を行った上で本社に転用した。2007年（平成19年）9月21日には本社社屋と倉庫が登録有形文化財に登録された。
2013年（平成25年）から愛知登文会などが開催している「あいちのたてもの博覧会」（あいたて博）では、トヨテック本社社屋の内部も公開されている。

### 建築
逓信省が昭和初期に建設した標準的な中継所建築とされる。豊川電話中継所として使われていた際、1階には電力室や電池室、宿直室や修繕室があり、2階には事務室や機械室、倉庫や宿直室があった。最も広い機械室には高さ約3メートルの中継器が設置されていた。

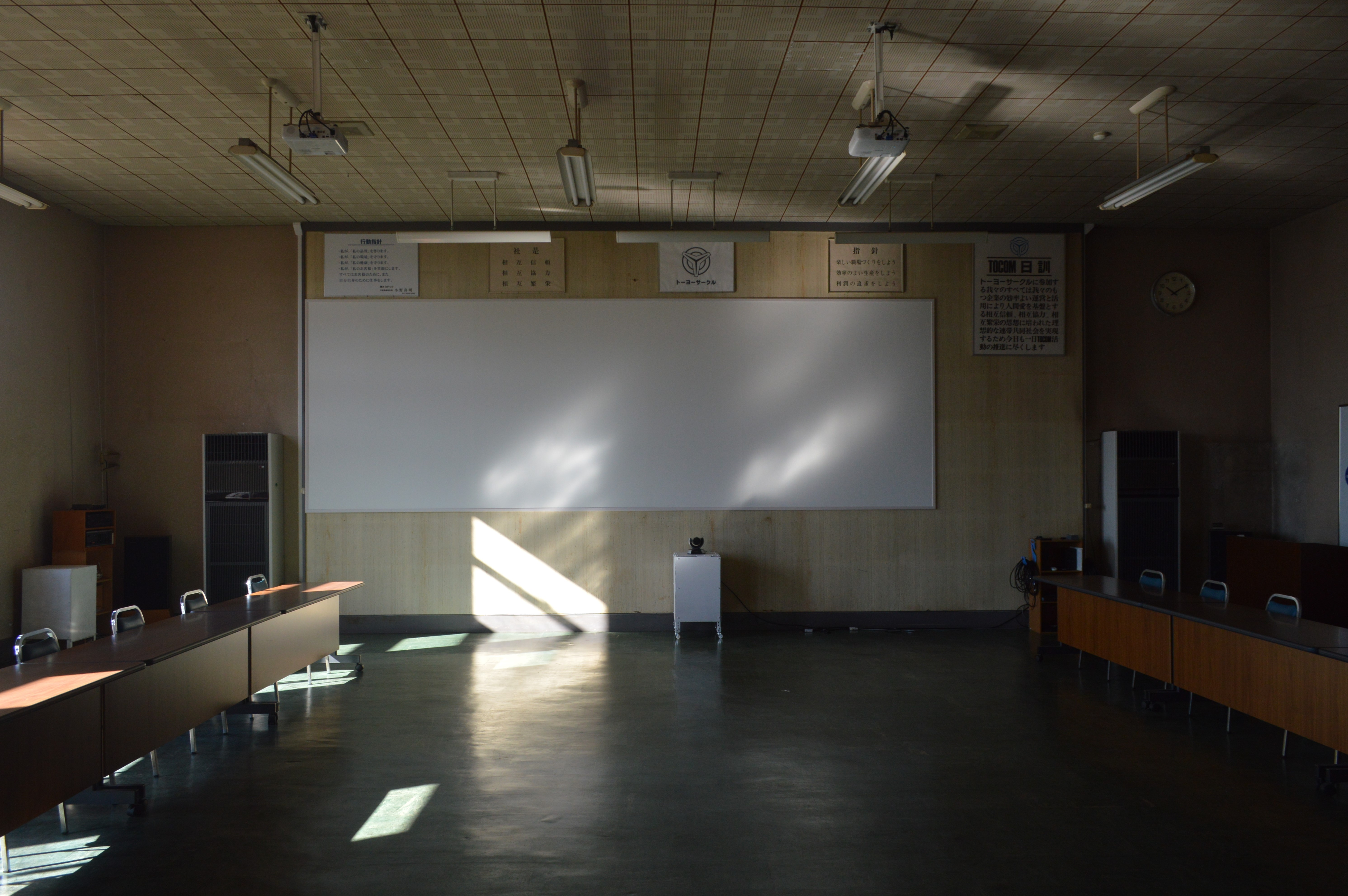
会議室
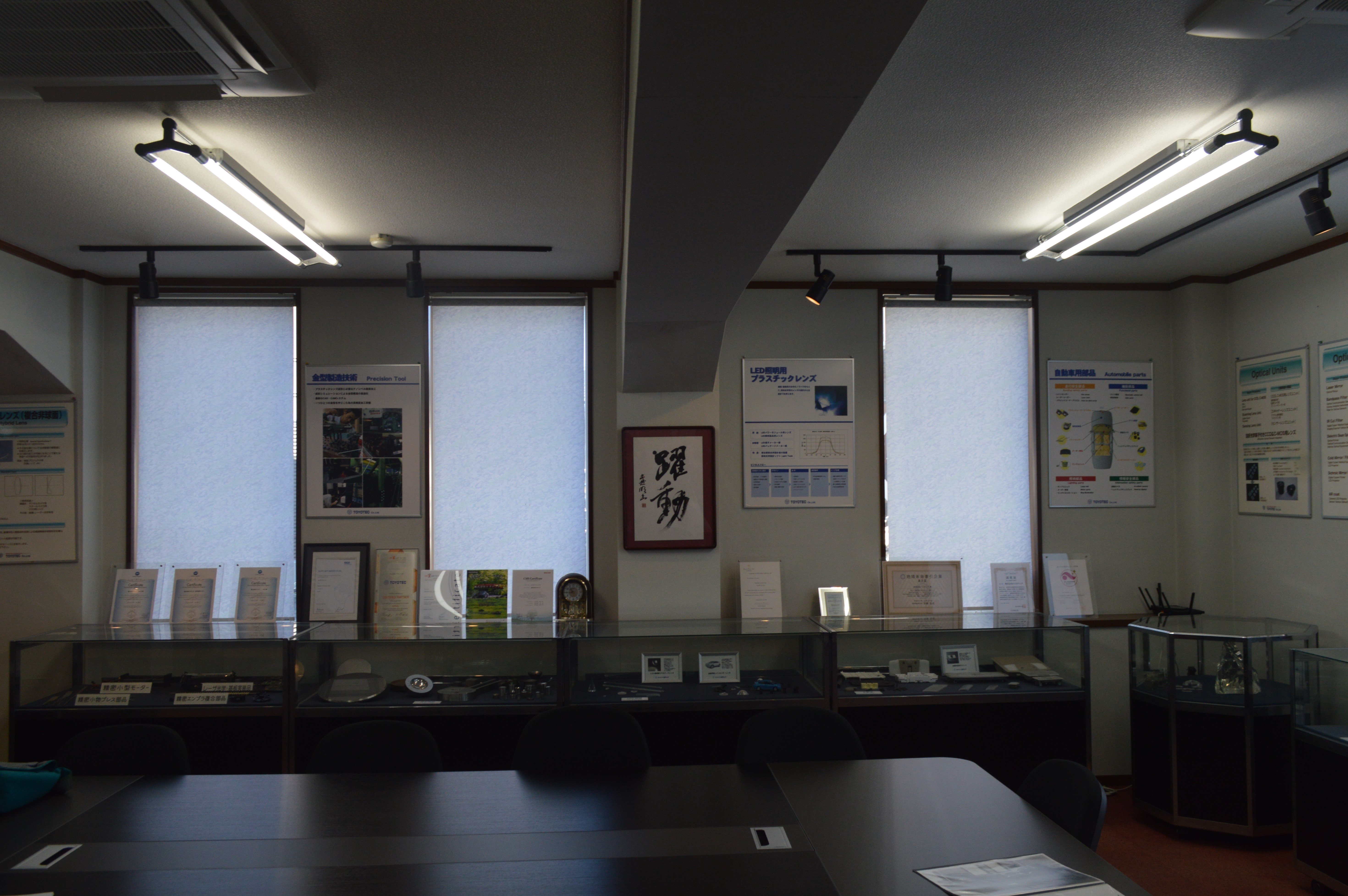
資料室
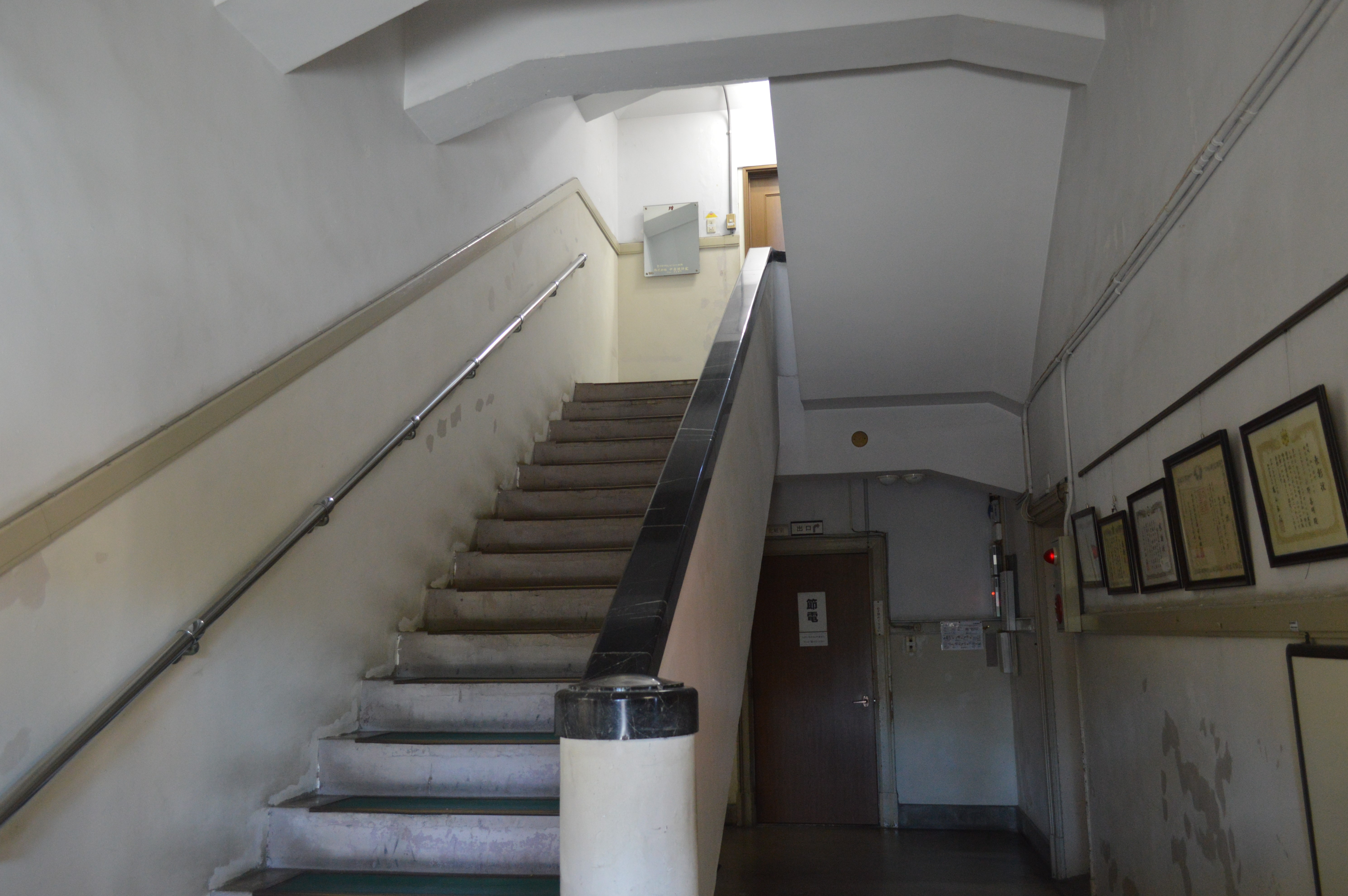
階段
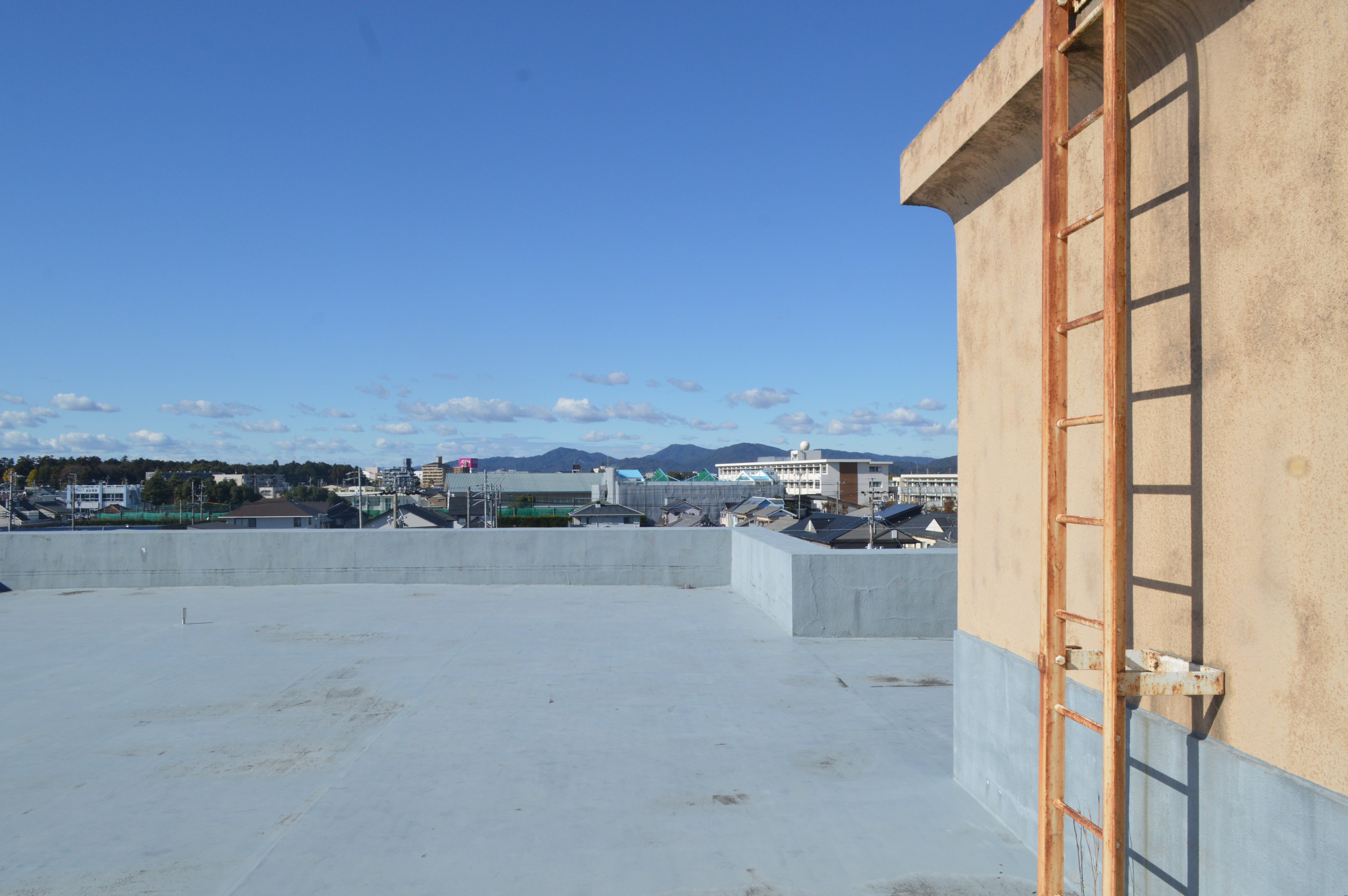
屋上
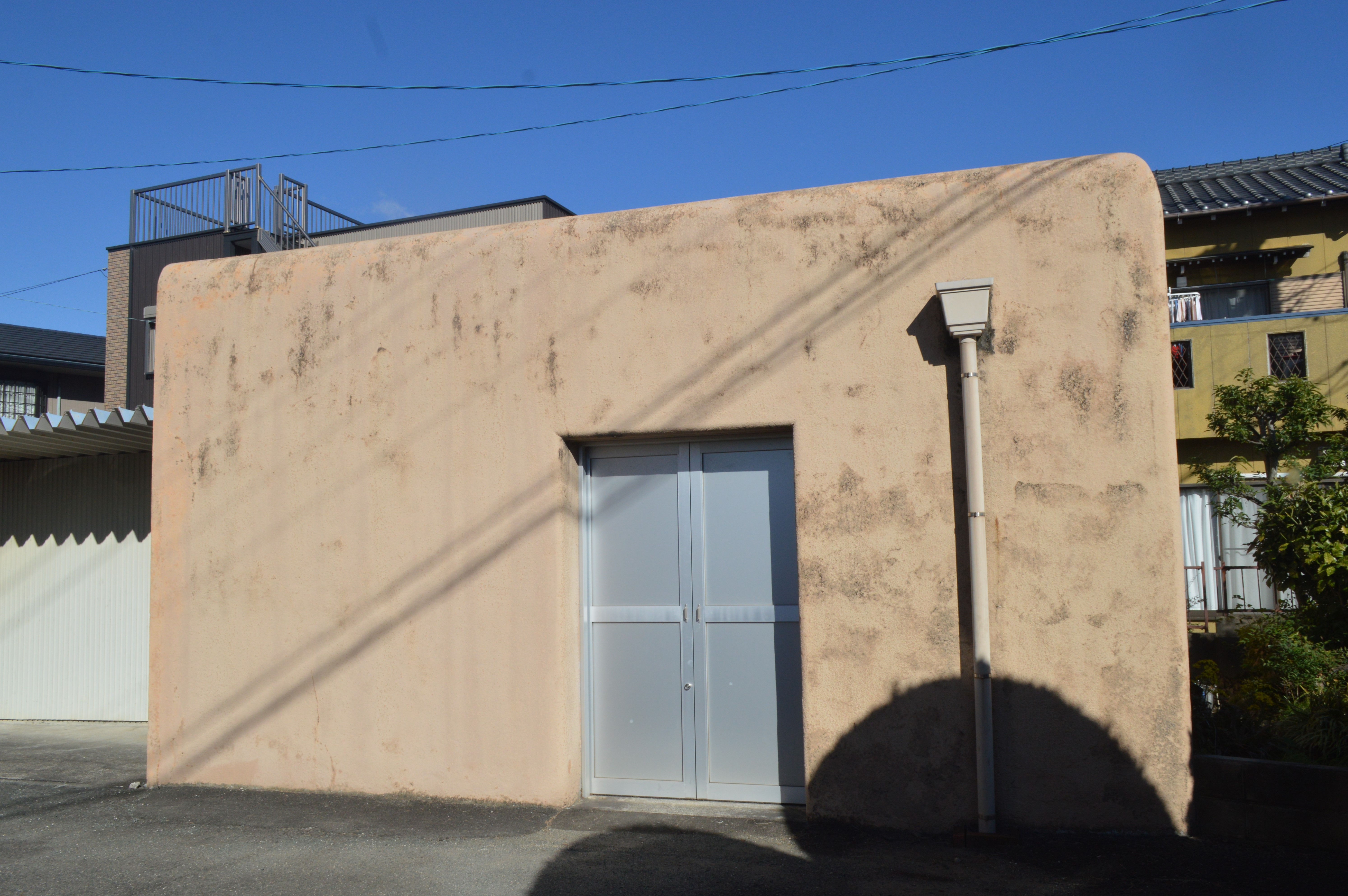
倉庫
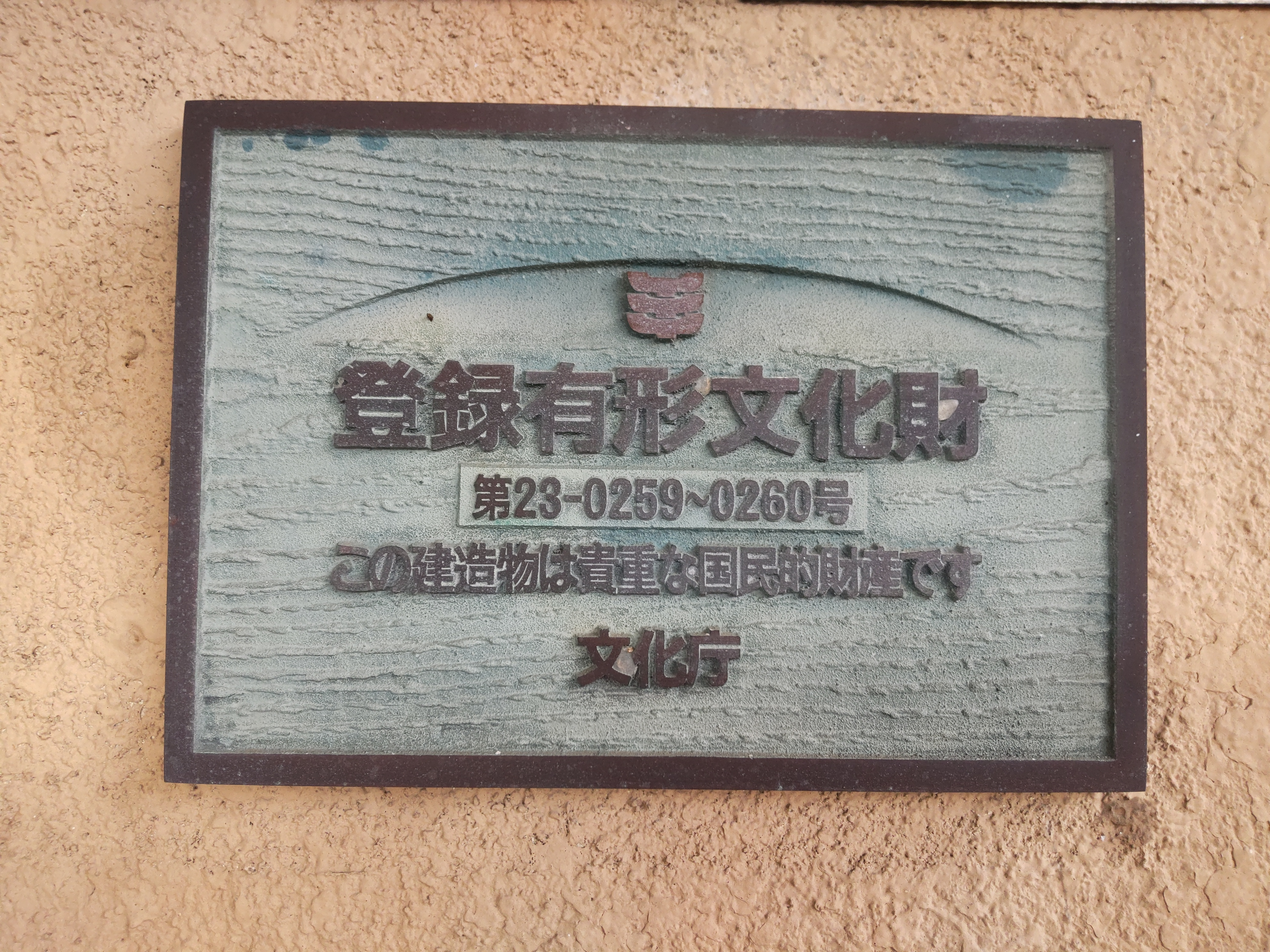
登録有形文化財プレート

## 製品
- プラスチックレンズ
- 光学ガラスレンズ
- ハイブリッドレンズ
- 光学薄膜
- 精密エンジニアリングプラスチック
- 精密ユニット
- 精密金型製作
- 車載部品およびユニット

## 事業所

### トヨテック
本社
- 本社 - 愛知県豊川市西豊町2-35
- 管理棟 - 愛知県豊川市新豊町2-35

工場
- 株式会社トヨテック 工学技術センター - 愛知県豊川市新豊町2-30

### 関連企業
企業集団としてトーヨーサークルが結成されている。2020年（令和2年）現在の製造比率は中国が70%～80%、日本国内が20%～30%である。
- 株式会社ジュコー ジュコー技術センター - 愛知県豊川市新豊町2-38
- 株式会社オミクロン - 愛知県豊川市篠田町石橋18-8
- 株式会社トヨテック大分 - 大分県杵築市山香町大字内河野3512-2
- 光星光機株式会社 - 長野県塩尻市大字広丘高出字西原1978-2
- シナノカメラ工業株式会社 - 長野県松本市寿北3-7-24
- 東洋豊技有限公司 - 香港・中環金鐘道
- 東莞東洋豊秀光学有限公司・豊技工廠 - 中国・広東省東莞市
- 東莞東洋太科光学有限公司・東秀工廠 - 中国・広東省東莞市
- 株式会社多山精密 - 韓国・京畿道水原市
- TOYOTEC Co., Ltd. German Representative Office - ドイツ・シュトゥットガルト
- TOYOTEC PHILIPPINES INC. - フィリピン・バタンガス州リパ（英語版）